# Siri Brott
Siri Brott (1955) è un'ex sciatrice alpina norvegese.

## Biografia
Specialista delle prove tecniche Siri Brott agli Europei juniores di Madonna di Campiglio 1972 vinse la medaglia di bronzo nello slalom speciale; ai Campionati norvegesi vinse la medaglia di bronzo nello slalom speciale e nella combinata nel 1972 e quella d'argento nello slalom gigante e nello slalom speciale nel 1973. Gareggiò anche in Coppa del Mondo, senza ottenere piazzamenti di rilievo; non prese parte a rassegne olimpiche o iridate.

## Palmarès

### Europei juniores
- 1 medaglia[1]:
  - 1 bronzo (slalom speciale a Madonna di Campiglio 1972)

### Campionati norvegesi
- 4 medaglie:
  -  2 argenti (slalom gigante, slalom speciale nel 1973)
  -  2 bronzi (slalom speciale, combinata nel 1972)[senza fonte]